# Strijkkwartet nr. 1 (Kvandal)
Het Strijkkwartet nr. 1 van Johan Kvandal is een goed bewaard geheim. Van zijn tweede en derde strijkkwartet verschenen opnamen. Van zijn eerste poging binnen dat genre niet. Ook de muziekuitgeverij Norsk Musikforlag vermeldt wel het vorige en volgende werk, maar van Strijkkwartet nr. 1 wordt niets vermeld. De componist vermeldde op zijn website dat het werk in 1954 voltooid is en vrij snel ook uitgevoerd (herfst 1954).
De delen:
1. Allegro
2. Andante met 9 variaties
3. Allegretto un poco animato
4. Allegro